# Run Like Hell
"Run Like Hell" – singel brytyjskiego zespołu rockowego Pink Floyd. Pochodzi z wydanej w 1979 roku rock opery/concept albumu The Wall, i jest jednym z trzech utworów, które na tę płytę napisali wspólnie Roger Waters (tekst) i David Gilmour (muzyka). Jest to także jedna z najbardziej rozpoznawalnych i popularnych kompozycji z albumu.

## Kompozycja
Wokale nagrane zostały w całości przez Rogera Watersa, po czym zdublowane dzięki wykorzystaniu dwóch różnych głośników. Charakterystyczną cechą utworu jest solo zagrane na instrumentach klawiszowych (jedyne na płycie – chociaż na późniejszych koncertach wprowadzano je także do "Another Brick in the Wall, Part 2" czy "Young Lust"). Gdy Waters kończy śpiewać, ostatnia linijka tekstu zostaje zwielokrotniona obsługiwanym przez Ricka Wrighta syntezatorem. Utwór wykorzystuje również typowe dla Pink Floyd dramatyczne efekty pozamuzyczne; w jego tle słychać między innymi biegnące kroki, pisk opon hamującego samochodu oraz maniakalny śmiech bohatera i wrzaski otaczającego go motłochu (skandowane przezeń frazy to Pink Floyd! i Hammer!).
"Run Like Hell" było oryginalnie dużo dłuższe, musiało jednak ulec znacznym skrótom z powodu konieczności dopasowania zawartości płyty do maksimum pojemności stosowanych wówczas winylów. Dlatego też – mimo że w zamieszczonym we wkładce tekście kilkakrotnie pojawia fraza You better run like hell – nigdy tak naprawdę nie można usłyszeć jej w utworze. Pod koniec rozlega się jeszcze charakterystyczny, nieco orli wrzask Watersa, znany już słuchaczowi z pomostu muzycznego między "The Happiest Days of Our Lives" i "Another Brick in the Wall, Part 2" – prawdopodobnie ma to na celu podkreślenie wspólnej dla obu tych fragmentów tematyki ekscytacji czerpanej przez bohatera z buntu (w pierwszym przypadku buntuje się przeciwko opresji, w drugim sam poprzez swój bunt staje się opresorem).

## Fabuła
Jak wszystkie utwory na płycie, "Run Like Hell" przedstawia część historii jej głównego bohatera, estradowca imieniem Pink. Jest to druga z serii trzech piosenek ukazujących go jako przerażającą, wykreowaną przez własne narkotyczne i emocjonalne ekscesy figurę faszystowskiego idola otępiałych mas – wzorowaną częściowo na zmanierowanych gwiazdorach rocka stadionowego, a częściowo na przepełnionych pogardą i nienawiścią przywódcach z nazistowskich mównic. Swoisty wiec prowadzony przez bohatera na koncercie w "In the Flesh" już się zakończył; teraz rozpoczyna się wcielanie zaprezentowanej tam ideologii w życie. Rozszalały tłum pod wodzą swego gwiezdnego kadeta o złej przeszłości i pustym uśmiechu rusza w sąsiedztwo, aby oczyszczać miasto – rozbijać okna, walić w drzwi i odchwaszczać cherlaków. Jak stwierdził Waters, utwór jest przykry i miał być przykry. Taki bowiem może być rezultat ekstremalnej izolacji i zgnilizny.

## Wersja filmowa
Sekwencje obrazujące ten utwór na filmie Alana Parkera ukazują Pinka nasyłającego swych nazistowskich popleczników na bezbronnych członków różnych mniejszości. Atakują ich domy i sklepy, a gdy przyłapują mieszaną parę tulącą się do siebie w samochodzie, wywlekają i biją mężczyznę, gwałcąc w tym samym czasie kobietę (odnosi się to bezpośrednio do fragmentu piosenki mówiącego o tym, że jeśli zostaniesz przyłapany z dziewczyną na tylnym siedzeniu samochodu, odeślą cię z powrotem do mamy – ale w kartonowym pudle). Długość utworu jest zredukowana w stosunku do płyty.

## Wersje koncertowe

### Koncerty promująceThe Wall
Podczas trasy, na którą zespół wyruszył po publikacji płyty, w trakcie wykonywania "In the Flesh" uwalniane były zazwyczaj słynne nadmuchiwane świnie, do czego lider grupy żartobliwie odnosił się przed rozpoczęciem kolejnego utworu, "Run Like Hell". Treść jego wystąpienia była nieznacznie modyfikowana podczas kolejnych koncertów, co pozwala na odróżnienie od siebie koncertów na bootlegach. To słyszane na płycie koncertowej Is There Anybody Out There? The Wall Live 1980-81 jest w rzeczywistości mixem z 15 i 17 czerwca 1981). Czasami Waters zapowiadał tę piosenkę jako Run Like Fuck, numer dla wszystkich paranoików pośród nas.

### Koncerty na innych trasach
Po odejściu Watersa utwór ten stał się stałym elementem koncertowego repertuaru grupy, zazwyczaj zamykając jej występy. Gilmour grał w nim rozbudowane gitarowe intro, po czym śpiewał wraz ze wspomagającym zespół w trasie basistą, Guyem Prattem. Podczas koncertów promujących The Division Bell (1994) Pratt wstawiał czasem nazwę miejsca, w którym akurat grali, w miejsce słowa "mother" we fragmencie ...they're going to send you back to mother in a cardboard box... – na DVD dokumentującym tę trasę wyraźnie słychać, jak śpiewa odeślą cię z powrotem do Londynu – ale w kartonowym pudle!...

## Covery i wpływ na popkulturę
- Kibice drużyny baseballowej New York Mets śpiewają refren utworu – Run, run, run – za każdym razem, gdy ich zawodnik dobiegnie z sukcesem do bazy
- Stowarzyszenie hokeistów ze stanu Minnesota wykorzystuje przewodni riff "Run Like Hell" podczas prezentacji swoich zawodników
- 2006 – brytyjski kanał meteorologiczny wykorzystał instrumentalną wersję "Run Like Hell" podczas prezentacji swoich lokalnych prognoz
- Zespół Floater z Portland w stanie Oregon grywa ten utwór podczas koncertów
- Grająca metal alternatywny żeńska grupa Kittie przedstawiła swoje wykonanie piosenki na wydanym w 2001 albumie Oracle
- Po utwór sięgnęły również zespoły: Mostly Autumn, Angel Dust i Tin Electric
- Cover utworu znajduje się na Echoes of Pink – albumie nagranym w hołdzie dla Pink Floyd

## Wykonawcy
- Roger Waters – wokale i odgłosy w tle
- David Gilmour – gitara, gitara basowa, talerze perkusyjne
- Nick Mason – perkusja
- Rick Wright – syntezator
- James Guthrie – talerze perkusyjne, odgłosy w tle
- Bobbye Hall – uderzenia słyszalne w tle
- Phil Taylor – pisk opon